# Kropsterapi
Kropsterapi er en bred, samlet betegnelse for professionelt terapeutisk arbejde med kroppen. Det indebærer det psykiske, det mentale samt det fysiske. En stadig voksende verden, da der kommer mange nye former for behandling til.
Det kan variere meget fra person til person, hvilken behandling de bør vælge. Da en dygtig terapeut har kæmpe stor indsigt i kroppens tilstande, er der meget psykisk arbejde forbundet med det. Derfor er relation mellem klient og behandler meget vigtig.
Typiske arbejdsområder for professionelle uddannede terapeuter:
- Smerter og ubehag
- Stress og depression
- Skader og forebyggelse
- Skoliose og skævheder
- Vejledning og råd om livsstil
- Kost og ernæring

Nogle typer af behandlere er mere dokumenterede, eller i hvert fald mere benyttede end andre. Men en vigtig ting at tage højde for er, at man ikke vælger den første og den bedste, men lige som med den konventionelle verden inden for sundhed, er kritisk og stiller behandleren spørgsmål. Det sikrer dig en god behandler, og professionel behandling.
Mest kendte og relevante behandlinger:
- Sportsmassage
- Fysiurgisk massage
- Ret-op behandling
- Kranio sakral terapi
- Body sds
- Osteopati
- Psykoterapi